# (2356) Hirons
(2356) Hirons (1979 UJ) – planetoida z pasa głównego asteroid okrążająca Słońce w ciągu 5,82 lat w średniej odległości 3,23 au. Odkryta 17 października 1979 roku.